# هیدویچ مینیس
هیدویچ مینیس (هلندی: Hadewych Minis؛ زادهٔ ۵ ژانویهٔ ۱۹۷۷) هنرپیشه اهل هلند است.
از فیلم‌ها یا برنامه‌های تلویزیونی که وی در آن نقش داشته‌است می‌توان به تونی اردمان اشاره کرد.